# Ingolstadt Hauptbahnhof
Der Ingolstädter Hauptbahnhof ist neben dem Bahnhof Ingolstadt Nord und dem Haltepunkt Ingolstadt Audi einer von drei betrieblich genutzten Personenbahnhöfen Ingolstadts. Er wird vom Bahnhofsmanagement Rosenheim der DB Station&Service AG verwaltet.

## Geschichte

### Neuer Bahnhof und Ausbau zum Verkehrsknoten
Mit dem zunehmenden Wirtschafts- und Bevölkerungswachstum in Ingolstadt wuchs in der zweiten Hälfte des 19. Jahrhunderts auch der Bedarf an einem schnellen Warentransport und an der schnellen Beförderung von Personen. Die Dampfschifffahrt auf der Donau konnte die Verkehrsprobleme jedoch nicht lösen, da sie sich wegen des Wasserstands und der Strömungsverhältnisse als schwierig erwies.
Am 4. Februar 1862 befasste sich der Magistrat der Stadt Ingolstadt erstmals mit dem Bau einer Eisenbahnverbindung von Ingolstadt über Solnhofen nach Pleinfeld, später über Eichstätt nach Nürnberg. Im Oktober 1863 wurde zwar die Eisenbahnstrecke München-Ingolstadt vom Königreich Bayern genehmigt, der Gleisbau kam aber zunächst nur schleppend voran. Deshalb schickte der Ingolstädter Magistrat im Jahre 1865 „zur Beförderung des Eisenbahnbaus München–Ingolstadt“ eine Abordnung zum König.
Als erste Eisenbahnverbindung der Stadt wurde am 14. November 1867 die Bahnstrecke München–Ingolstadt eröffnet. Bereits um 1860 hatten die Diskussionen um den Standort eines künftigen Bahnhofs begonnen, wobei durch den Status der Stadt als Landesfestung das Militär eine gewichtige Rolle spielte. Eine aus Vertretern von Militär und der Staatsbahndirektion bestehende Kommission entschied sich für den Bau eines Lokalbahnhofs in der Nähe der Festung (der heutige Bahnhof Ingolstadt Nord) und eines „Centralbahnhofs“ bei Oberstimm, weit südlich der Stadt und des heutigen Standorts. Etwa dreihundert Meter nördlich des heutigen Hauptbahnhofs wurde ein provisorischer Lokalbahnhof mit der Bezeichnung „Ingolstadt Provisorium“ eingerichtet, dessen Empfangsgebäude lediglich aus einer hölzernen Verschlag bestand.

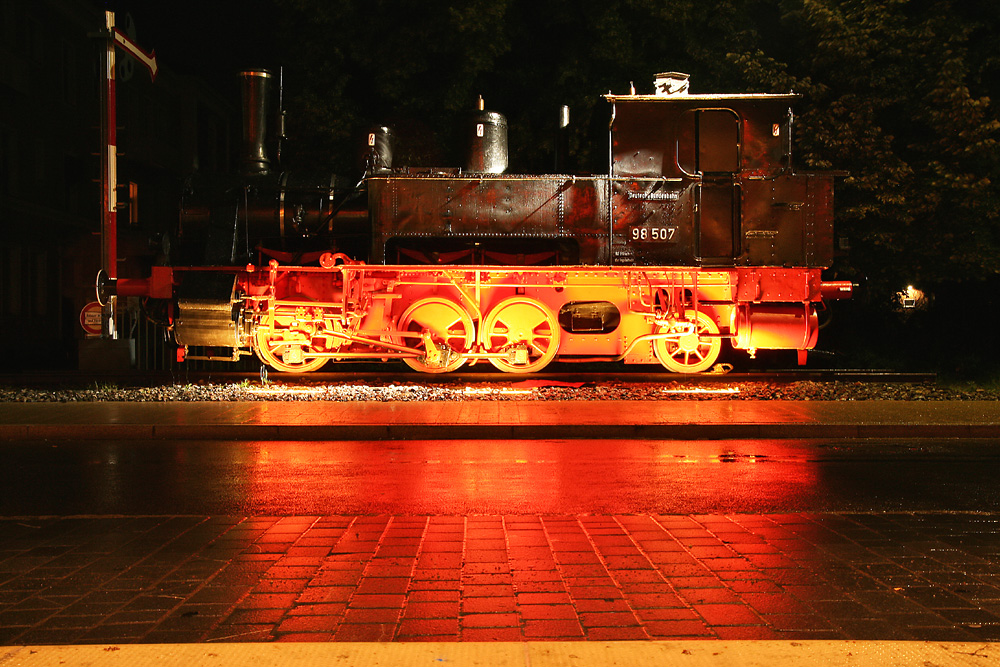
Denkmallok 98 507 vor dem Bahnhof

Erst 1872, nach Verlängerung der Strecke nach Treuchtlingen und mit dem Bau der Donautalbahn nach Donauwörth, wurde nach Plänen des Architekten Jakob Graff mit dem Bau des Centralbahnhofs an seinem heutigen Standort begonnen. Dieser wurde am 1. Juni 1874 eröffnet, zusammen mit der Weiterführung der Donautalbahn nach Regensburg.
Neben den Gleisen für die fünf durchgehenden Eisenbahnlinien wurden am Centralbahnhof Rangier-, Lade- und Maschinengleise vorgesehen. Für Militärzüge wurde außerdem eine 400 Meter lange Laderampe am Südende des Centralbahnhofs eingerichtet. An jedem Ende des Bahnhofs wurden breite Übergänge angelegt, um die Bahnanlage auch mit größeren Truppenkontingenten überschreiten zu können.
Mit der ebenfalls 1874 erfolgten Eröffnung der Paartalbahn nach Augsburg war das Netz der vom Ingolstädter Hauptbahnhof ausgehenden Linien zunächst komplett. Allerdings gibt es auch Eisenbahnstrecken, die trotz damaliger Pläne bis zum heutigen Tage nicht realisiert wurden. Hierzu gehört die Strecke Ingolstadt–Beilngries–Berching–Altdorf–Hersbruck, die Anfang der 1870er Jahre geplant wurde und eine Bahnlinie nach Landshut.
Für den Plan einer Lokalbahn Ingolstadt–Geisenfeld hatte die Stadt sogar schon Grundstücke erworben, statt eines großen Eisenbahnnetzes in der Hallertau wurde am 1. August 1893 allerdings nur mit dem Bau der kurzen Strecke Wolnzach Bahnhof – Gosseltshausen – Wolnzach Markt – Gebrontshausen – Berg – Au (heute Enzelhausen) – Mainburg begonnen, um wenigstens „das Herz der Holledau“ an den Schienenstrang anzuschließen. Die Idee einer „direkten Schienenverbindung zwischen dem Raffinerie- und Industriezentrum Ingolstadt und dem Chemiedreieck Burghausen in Ostbayern“ wurde am 28. Oktober 1985 nochmals im Ausschuss für Verkehr des Deutschen Bundestages behandelt. Dieser kam jedoch mehrheitlich zu der Auffassung, dass die „vorhandenen Schienenkapazitäten für das Verkehrsaufkommen“ zwischen Ingolstadt und Landshut/Burghausen über München ausreichen würden.
Als Eisenbahnknotenpunkt, zumal in einer Stadt mit traditionell großer militärischer Bedeutung, war der Ingolstädter Hauptbahnhof strategisches Ziel alliierter Luftangriffe während des Zweiten Weltkriegs. Insbesondere durch den Angriff vom 23. April 1945 und das Folgende von den Besatzern ausgesprochene dreitägige Plünderungsrecht im April 1945 wurden Bahnhof und Empfangsgebäude stark beschädigt.
Das aktuelle Bahnhofsgebäude ist das zweite an dieser Stelle. Nach dem Zweiten Weltkrieg wurde der Bahnhof in zehnjähriger Bauzeit wieder hergestellt. Am 25. November 1957 wurde das neue Empfangsgebäude in Betrieb genommen, zwei Jahre später die Bahnsteige überdacht. Von 1990 bis 1995 wurde die Anbindung der westlichen Donautalbahn zwischen dem Hauptbahnhof Ingolstadt und Weichering vollständig neu trassiert. Fuhren die Züge Richtung Donauwörth zuvor nördlich aus dem Bahnhof heraus und in einer Schleife quer durch die Stadt, erfolgt heute in Ingolstadt ein Fahrtrichtungswechsel, da die Strecke nunmehr südlich angebunden ist.

### Vom Intercity-Bahnhof zum ICE-Systemhalt

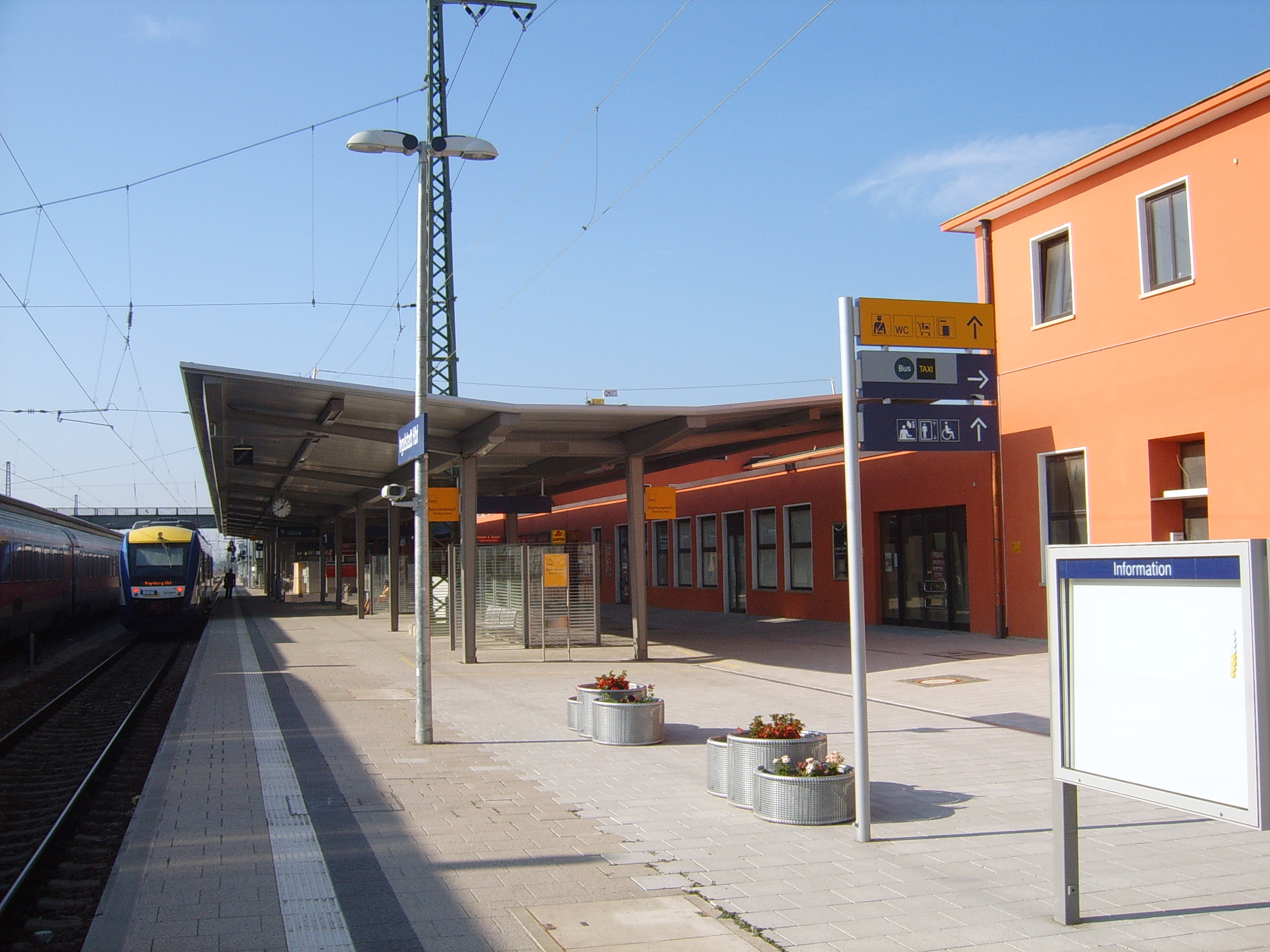
Der Hausbahnsteig von Ingolstadt Hauptbahnhof nach der Modernisierung

Mit der Aufnahme des Intercity-Verkehrs in Deutschland am 26. September 1971 wurde auch Ingolstadt Hauptbahnhof IC-Halt. Gleichwohl war das Fernverkehrsangebot im Winterfahrplan 1971/72 noch recht übersichtlich, da hier mit dem IC 123 Nymphenburg und dem IC 126 Herrenhausen zunächst nur ein einziges Intercity-Zugpaar verkehrte, das allerdings durch mehrere Schnellzüge ergänzt wurde. In den darauffolgenden Jahren wurde das IC-Angebot jedoch immer größer. So gab es im Winterfahrplan 1991/92 von Ingolstadt nach München, in der Gegenrichtung nach Frankfurt und ins Ruhrgebiet einen weitgehenden Zweistundentakt.
Außerdem wurde Ingolstadt Hbf Anfang der 90er Jahre Interregio-Halt, da die damalige Deutsche Bundesbahn mit dieser neuen Zuggattung die in die Jahre gekommenen Schnellzüge ablösen wollte. Mit Beginn des Sommerfahrplans 1995 bediente erstmals ein ICE (der Relation Dortmund–München) Ingolstadt. Es handelte sich dabei um den ICE 821 Main-Kurier am 29. Mai 1995 auf dem Weg von Frankfurt am Main nach München. Die Fahrt ab Ingolstadt kostete damals 32 DM.
Am 15. Dezember 2002 wurde die IR-Linie 21 Würzburg–Ansbach–Ingolstadt–München eingestellt und durch die IC-Linie 66 Frankfurt am Main–München ersetzt. Zum 12. Juni 2005 wurden fünf ICE-Zugpaare der Linie Nürnberg–Ruhrgebiet über Ingolstadt nach München verlängert. Gleichzeitig wurde die IC-Linie Frankfurt–München abgeschafft.

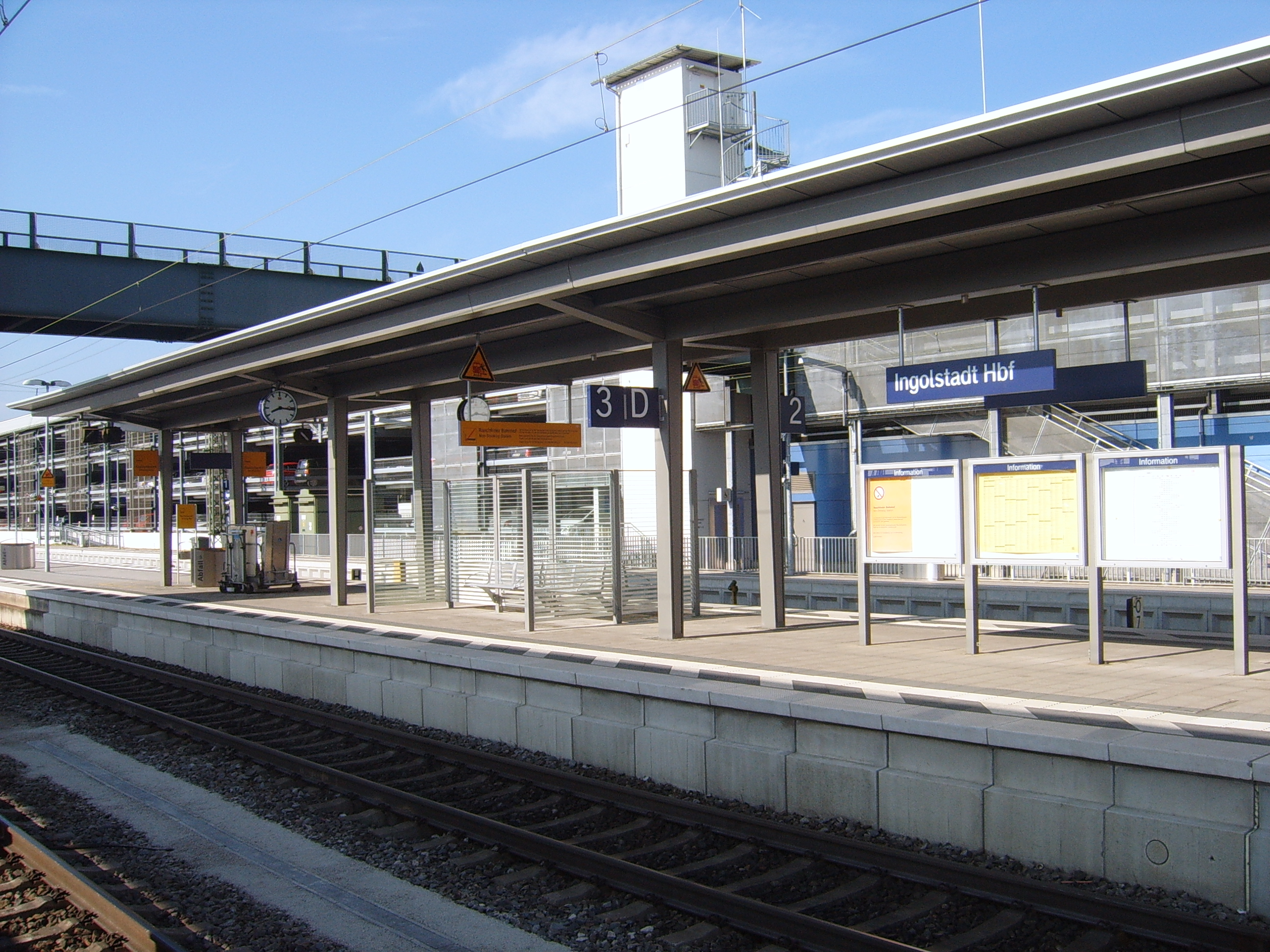
Bahnsteige von Ingolstadt Hauptbahnhof nach dem Umbau

Obwohl bereits Ludwig Joseph Freiherr von Brück, Generaldirektor der königlich-bayrischen Verkehrsanstalten, im Jahre 1863 eine direkte Bahnverbindung zwischen München und Nürnberg über Ingolstadt gefordert wurde, griff erst Anfang der 1980er Jahre die Deutsche Bundesbahn diesen Gedanken auf. Nach dem Vorbild der Schnellfahrstrecke Köln–Rhein/Main sollte auch in Bayern eine Neubaustrecke für Hochgeschwindigkeitszüge entstehen, was letztendlich zu dem modernen Konzept der Verkehrswege-Bündelung entlang der Autobahn A 9 führte.
Am 15. Juli 1994 wurde mit einer Spatenstichfeier im Nürnberger Stadtteil Fischbach der Baubeginn einer 89 Kilometer langen und für Reisegeschwindigkeiten von bis zu 300 km/h trassierten NBS Nürnberg–Ingolstadt begangen. Die Bahnstrecke Ingolstadt–München wurde in den Jahren 2002 bis 2006 zunächst im Streckenlos Süd bis zum Bahnhof Petershausen für eine Höchstgeschwindigkeit von 200 km/h ausgebaut.
Im Zuge dieser Maßnahmen erfolgte auch ein Umbau des Knotens Ingolstadt mit der Neugestaltung des Nordbahnhofs und einer Erweiterung der bereits vorhandenen zwei Gleise zwischen Nord- und Hauptbahnhof um ein drittes Gleis. Die im Mai 2010 begonnenen Arbeiten für den sogenannten Endausbau Nord zwischen Ingolstadt und Petershausen sind im Jahre 2014 abgeschlossen worden.
| Reisezeiten im Laufe der Jahre (jeweils schnellste fahrplanmäßige Verbindung) | Reisezeiten im Laufe der Jahre (jeweils schnellste fahrplanmäßige Verbindung) | Reisezeiten im Laufe der Jahre (jeweils schnellste fahrplanmäßige Verbindung) | Reisezeiten im Laufe der Jahre (jeweils schnellste fahrplanmäßige Verbindung) |
| ----------------------------------------------------------------------------- | ----------------------------------------------------------------------------- | ----------------------------------------------------------------------------- | ----------------------------------------------------------------------------- |
| Relation                                                                      | Winterfahrplan 1971/72 (26. Sept. 1971–27. Mai 1972)                          | Jahresfahrplan 2005 (12. Dez. 2004–10. Dez. 2005)                             | Jahresfahrplan 2009 (13. Dez. 2009–10. Dez. 2010)                             |
| Ingolstadt–München                                                            | 35 Minuten (IC 126)                                                           | 47 Minuten (IC 2512)                                                          | 36 Minuten (ICE 729)                                                          |
| Nürnberg–Ingolstadt                                                           | 58 Minuten (IC 126)                                                           | 1 h 4 Minuten (IC 2464)                                                       | 26 Minuten (ICE 827)                                                          |

Als die Schnellfahrstrecke Nürnberg–Ingolstadt am 10. Dezember 2006 vollständig in das ICE-Netz integriert wurde, erhielt Ingolstadt fast stündliche Direkt- bzw. Umsteigeverbindungen Richtung Berlin und Hamburg. Intercitys verkehren hier nicht mehr.
Zum Fahrplanwechsel im Dezember 2019 wurde die Zahl der täglichen ICE-Halte von 48 auf 51 erhöht.

### Unfall vom 2. März 1972
Am 2. März 1972 fuhr der Durchgangsgüterzug Dg 6563 in Ingolstadt Hbf mit etwa 60 km/h auf den Übergabezug Üg 18263 auf, der aus beladenen Kesselwagen bestand. Dieser stand in der Einfahrt des Hauptbahnhofs und hatte keinen beleuchteten Zugschluss, da auf dem Gelände der Raffinerie, aus der der Zug kam, keine Petroleumlaternen verwendet werden durften und auch nachträglich keine Zugschlussbeleuchtung angebracht worden war. Aufgrund einer Achszählerstörung wurde ein Blockeingriff durch den Fahrdienstleiter notwendig, der dann irrtümlicherweise das durch den Üg 18263 besetzte Gleis frei gab. Dg 6563 erhielt daraufhin Ausfahrt und fuhr wenig später auf den stehenden Kesselwagenzug Üg 18263 auf, wobei 20 Wagen in Brand gerieten oder explodierten. Der Lokführer des auffahrenden Güterzuges verstarb ebenso wie die beiden Bewohner eines angrenzenden Bahnwärterhauses. Der Fahrdienstleiter, der das Unglück ausgelöst hatte, beging wenige Stunden nach dem Unfall Selbstmord. Aufgrund der komplizierten Bergungsarbeiten musste das angrenzende Stadtviertel evakuiert werden.

### Modernisierung und barrierefreier Umbau
Am 11. April 2008 unterzeichneten Vertreter von Land und Bahn die Vereinbarung zum barrierefreien Umbau des Bahnhofs. Die Bauarbeiten sollten im September 2008 beginnen und bis Ende 2010 abgeschlossen werden, das Hauptgebäude bis 2012. Bund, Land und Bahn wollten rund 15 Millionen Euro investieren. Unter anderem sollten dabei neben einer neuen Bahnsteigunterführung auch Rolltreppen und Aufzüge errichtet werden. Die Höhe der Bahnsteige sollte den Zügen angepasst und die Überdachung komplett erneuert werden. Nach der Modernisierung des Bahnhofs werden täglich rund 30.000 Reisende erwartet (2008: 23.000).

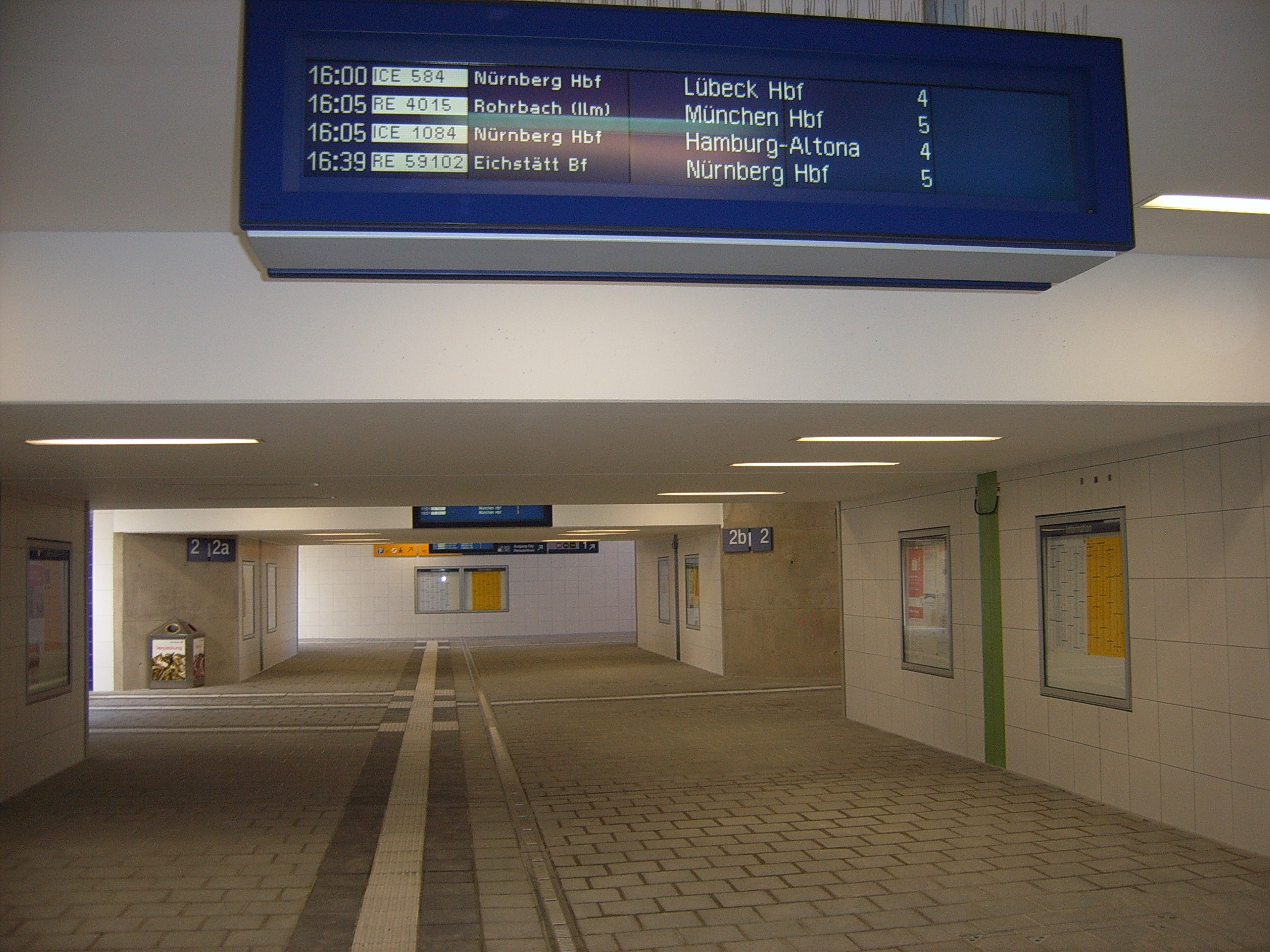
Die am 31. August 2012 in Betrieb genommene neue Bahnsteigunterführung

Im November 2009 wurde ferner bekannt, dass die Deutsche Bahn eine nördlich vom Empfangsgebäude liegende Grundstücksfläche über 2300 Quadratmetern an einen Investor verkauft hat, der dort für die Steigenberger Hotelgruppe ein InterCityHotel errichten will. Mit dem Erlös aus dem Grundstücksverkauf will die Bahn den Umbau des Hauptbahnhofs finanzieren.
Die Bauarbeiten wurden im Oktober 2010 abgebrochen und deren Fortsetzung im Dezember 2010 erneut europaweit zur Ausschreibung vorangekündigt. Am 1. Juni 2011 sollten die Arbeiten wieder aufgenommen und bis Ende Dezember 2012 abgeschlossen werden. In der endgültigen Ausschreibung wurde der Fertigstellungstermin auf den 29. März 2013 verschoben.
Am 9. Juni 2011 kündigte die Bahn dann in einer Pressemitteilung an, dass eine neue Baufirma die Arbeiten am Bahnhof am 4. Juli 2011 wieder aufnehmen würde. Ab Mitte Juli 2011 würde dann das Dach am Bahnsteig Gleis 6/7 abgebrochen und hiernach mit dem Einbau der Hilfsbrücken für die Erstellung der neuen Unterführung begonnen.
Der Abschluss der Umbauarbeiten und die offizielle Inbetriebnahme erfolgte am 3. Juli 2013. Anschließend wurde direkt nördlich am Hauptbahnhof ein neues Intercity-Hotel gebaut und im November 2013 eröffnet.
Der damals noch fehlende Teil des Fußgängertunnels bis nach Ringsee auf der Ostseite der Gleise wurde von der Bahn nun doch nicht gebaut, sondern vom städtischen Tochterunternehmen IFG Ingolstadt: Ab Mai 2014 wurde der neue Personentunnel als Verlängerung des bestehenden in fünf Abschnitten zu je rund 25 Metern errichtet. Der neue acht Meter breite, 2,5 Meter hohe Tunnel wurde im Dezember 2016 eröffnet, unterquert 22 zusätzliche Gleise und ist zusammen mit der bestehenden Unterführung 175 Meter lang. Am Ausgang der Unterführung baute die IFG von 2013 bis 2014 das Parkhaus Hauptbahnhof Ost. Der Tunnel ersetzt den in den 1960er Jahren errichteten Fußgängersteg über die Bahngleise, den dritten seiner Art in der Geschichte des Bahnhofs, der aus wirtschaftlicher und statischer Sicht nicht mehr saniert werden konnte und ab November 2017 aus Sicherheitsgründen für eine Benutzung gesperrt war. Zwischen Mitte März und Mitte April 2021 wurde der Abriss dieses Stegs durchgeführt. Die Kosten für den Abriss erhöhten sich von geplanten 590 000 € auf 1,1 Mio. €. Von den Mehrkosten wurden 460 000 € von der Deutschen Bahn übernommen, der Rest wurde von der Stadt Ingolstadt finanziert.

### Zukunft
Am 26. August 2021 unterzeichneten der Projektentwickler Ferdinand Fäth und die Deutsche Bahn einen Vertrag für einen Neubau des Empfangsgebäudes als 15-stöckiges Hochhaus mit geplantem Fertigstellungstermin 2025. In den beiden untersten Stockwerken des neuen Empfangsgebäudes, die als Sockelgeschosse ausgeführt werden, wird wie im bestehenden Gebäude die übliche Bahnhofsnutzung wie Reisezentrum, Gastronomie, Reisebedarf, Bahnhofsmission und Bundespolizeirevier untergebracht sein. Die oberen Etagen will unter anderem die Stadt Ingolstadt als Technisches Rathaus nutzen. Der Zeitplan sieht vor, die technischen Bahnanlagen in ein neues Schalthaus sowie die bisherigen Mieter in Provisorien zu verlagern, bevor im Spätherbst 2022[veraltet] mit dem Abbruch des bestehenden Gebäudes begonnen werden kann. Die DB Station&Service beteiligt sich mit rund 5 Millionen Euro an dem rund 65 Millionen Euro teuren Projekt. Das Neubauprojekt wurde vom Investor bis auf weiteres verschoben, die Umsetzung ist offen.
Im dritten Gutachterentwurf des Deutschlandtakts ist ein zusätzliches Zugdeckungssignal für Gleis 1 unterstellt, um geplante Mehrverkehre durch Doppelbelegung zu bewältigen. Dafür sind, zum Preisstand von 2015, Investitionen von 1,3 Millionen Euro vorgesehen. Als Alternative wird auch ein zusätzlicher Bahnsteig genannt.

## Verkehrsanbindung

### Verbindungen im Fern- und Regionalverkehr
Aufgrund der zentralen Lage von Ingolstadt in der Mitte Bayerns stellt der Bahnhof einen wichtigen Knotenpunkt im Netz der Deutschen Bahn AG dar. Hier kreuzen und treffen sich vier Strecken aus allen Himmelsrichtungen. Dadurch ergibt sich folgendes Zugangebot:

#### Fernverkehr
| Linie  | Strecke | Taktfrequenz  |
| ------ | --- | ------------- |
| ICE 25 | (Lübeck–) Hamburg – Hannover – Göttingen – Kassel-Wilhelmshöhe – Würzburg – Nürnberg – Ingolstadt – München (– Garmisch-Partenkirchen) | Stundentakt   |
| ICE 18 | Hamburg-Altona – Berlin – Halle (Saale) – Erfurt – Nürnberg – Ingolstadt/Augsburg – München                                            | einzelne Züge |
| ICE 28 | (Hamburg –) Berlin – Leipzig/Halle (Saale) – Erfurt – Nürnberg – Ingolstadt – München (– Rosenheim – Innsbruck)                        | einzelne Züge |
| ICE 31 | Kiel – Hamburg – Osnabrück – Dortmund – Düsseldorf – Köln – Frankfurt (Main) – Würzburg – Nürnberg – Ingolstadt – München              | einzelne Züge |
| ICE 41 | (Dortmund –) Essen – Düsseldorf – Frankfurt (Main) – Würzburg – Nürnberg – Ingolstadt – München (– Garmisch-Partenkirchen)             | einzelne Züge |

#### Regionalverkehr
| Linie                    | Verlauf                                                                                             | Taktfrequenz                                                                |
| ------------------------ | --------------------------------------------------------------------------------------------------- | --------------------------------------------------------------------------- |
| RE1                      | München-Nürnberg-Express: München – Pfaffenhofen – Ingolstadt – Allersberg – Nürnberg               | Zweistundentakt München–Nürnberg, am Wochenende Stundentakt                 |
| RE1                      | München – Pfaffenhofen – Ingolstadt – Eichstätt Bahnhof                                             | Zwei Fahrten, nur Mo–Fr                                                     |
| RB13                     | Ingolstadt – Schrobenhausen – Aichach – Augsburg                                                    | Stundentakt                                                                 |
| RB14                     | Ingolstadt – Ingolstadt Nord – Eichstätt Bahnhof – Eichstätt Stadt                                  | stündlich in der HVZ                                                        |
| RB15                     | Regensburg – Ingolstadt – Donauwörth – Günzburg – Neu-Ulm – Ulm                                     | Stundentakt (Ingolstadt – Regensburg Zweistundentakt, gegenläufig zu RB 17) |
| RB16                     | München – Pfaffenhofen – Ingolstadt – Eichstätt Bahnhof – Treuchtlingen (zweistündlich: – Nürnberg) | stündlich                                                                   |
| RB17                     | Plattling – Regensburg – Ingolstadt – Ingolstadt Nord                                               | Zweistundentakt, nur Mo–Fr                                                  |
| RE18                     | Regensburg – Ingolstadt – Donauwörth – Günzburg – Neu-Ulm – Ulm                                     | Zweistundentakt am Wochenende                                               |
| Stand: 13. Dezember 2020 | |                                                                             |

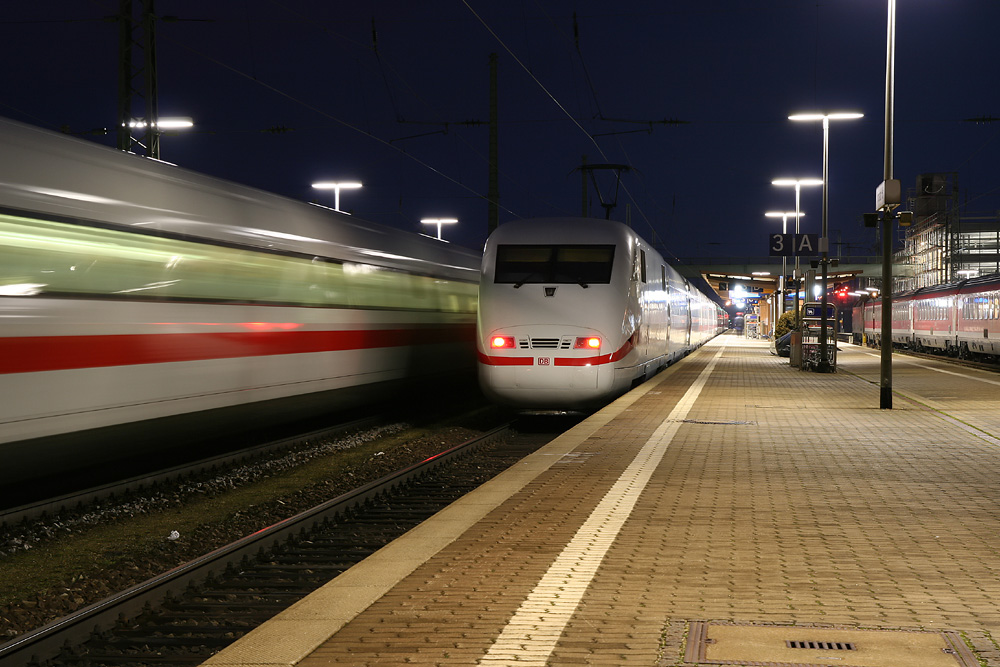
Zwei ICE 1 treffen sich in Ingolstadt Hbf
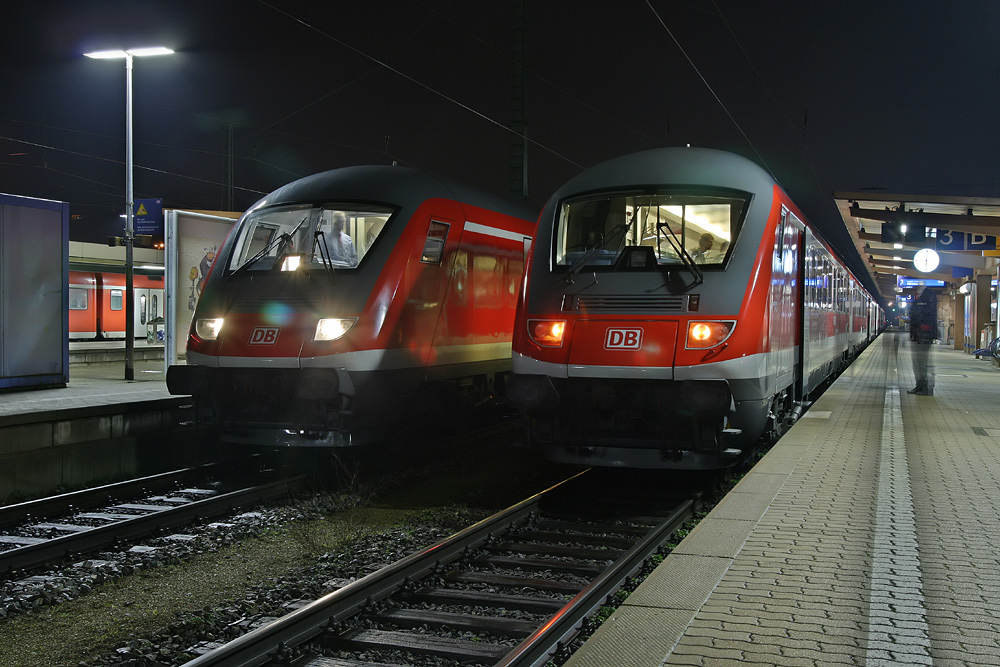
Zwei Züge des München-Nürnberg-Express treffen sich in Ingolstadt Hbf
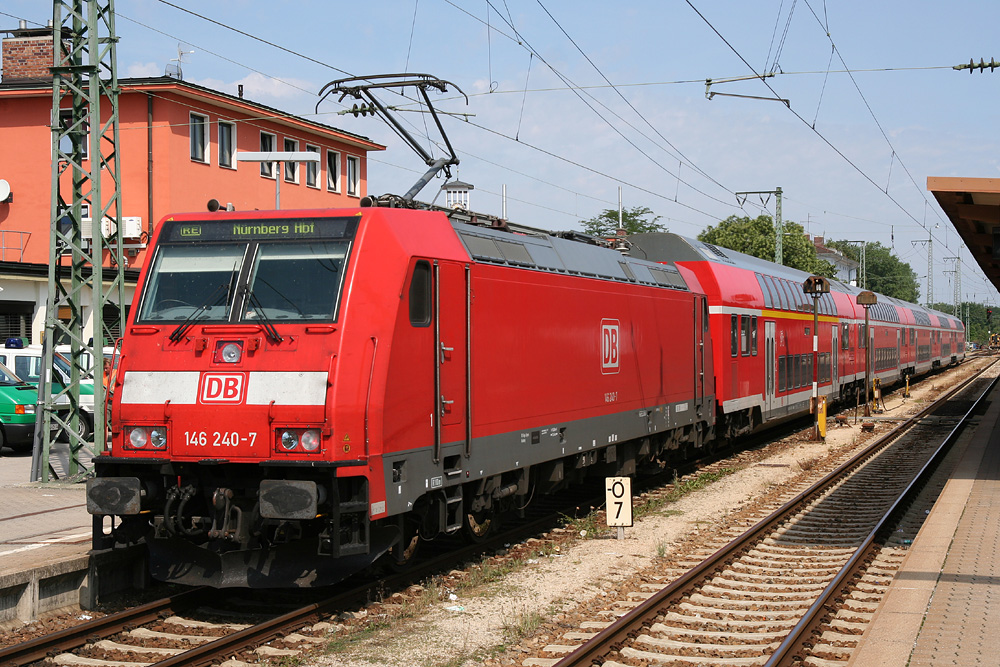
Lokomotive der BR 146 mit RE nach Nürnberg in Ingolstadt Hbf

In Ingolstadt Hbf treffen sich zum Taktknoten zu jeder vollen Stunde die Regionalbahnen aus Augsburg, Regensburg und Ulm/Donauwörth sowie alle zwei Stunden die Züge des München-Nürnberg-Express und bieten so zeitnahe Umsteigemöglichkeiten in alle Richtungen. Ebenfalls zur vollen Stunde treffen die im Abschnitt München–Nürnberg sich zum Stundentakt überlagernden ICE-Linien 25 und 28 ein, sodass auch hier direkte Anschlüsse an den Regionalverkehr gegeben sind. Die RB-Linie München–Ingolstadt–Treuchtlingen–Nürnberg überlagert sich mit der RB-Linie München–Ingolstadt–Treuchtlingen zu einem Stundentakt. Die Züge dieser Linien treffen immer zur halben Stunde ein und werden von den durchfahrenden ICE-Zügen der Linie 41 überholt, sofern diese nicht in Ingolstadt Hbf halten. In der Hauptverkehrszeit fahren viele zusätzliche Züge außer Takt, die meisten auf der Relation München–Ingolstadt–Eichstätt, um den starken Pendlerströmen gerecht zu werden. Der Bahnhof wurde um 2007 im Schnitt pro Tag von rund 15.000 Reisenden genutzt, für das Jahr 2008 wurden 23.000 Reisende erwartet.

### Anbindung an das Busliniennetz

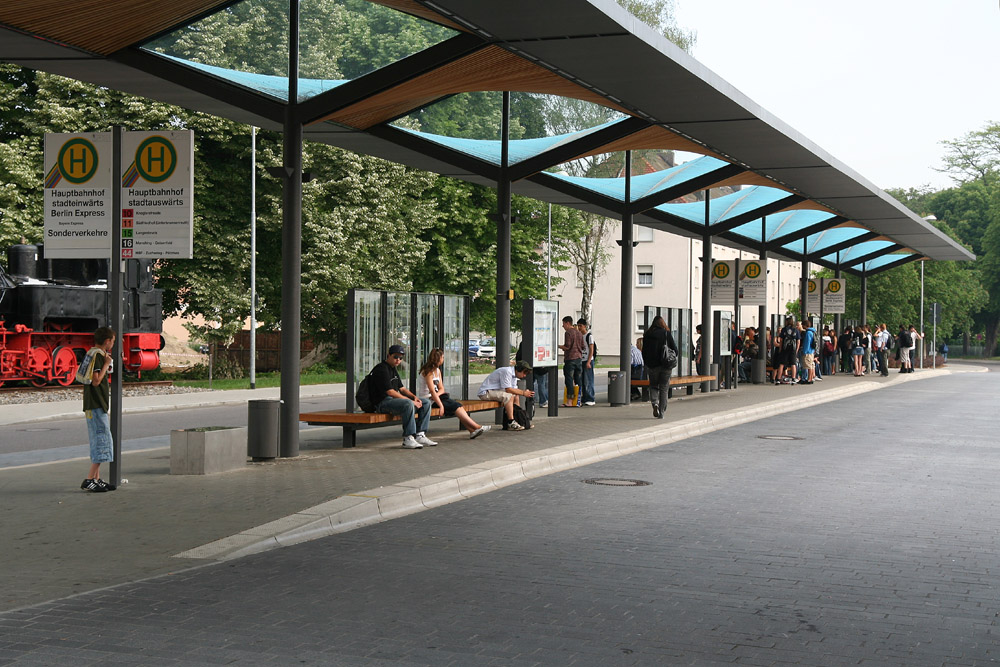
Bushaltestelle (2006)

Vor dem Bahnhof befindet sich der Busbahnhof von Ingolstädter Architekten Tobias Brand und dem Ingolstädter Ingenieur Johann Grad, deren Dachkonstruktion im Jahr 2006 mit dem BDA-Preis Bayern in der Kategorie „Stadtraum“ ausgezeichnet wurde.
Hier besteht Übergang zu den Buslinien 10, 11, 14, 16, 17, 18, 31, 44, X11, 9221, 9226, N12, N14 und S6 der INVG (Ingolstädter Verkehrsgesellschaft mbH) in Richtung Innenstadt und stadtauswärts besteht. Im Schnitt rund 4000 Fahrgäste befördert die INVG täglich zum Hauptbahnhof. Es fährt auch die Linie RBO 6008 nach Regensburg. Außerdem ist im Busbahnhof ein Taxistand integriert.
| Linie | Strecke |
| ----- | --- |
| 10    | Herschelstraße – ZOB – Hauptbahnhof – Schulzentrum Südwest – Knoglersfreude                                                                    |
| 11    | Bahnhof Ingolstadt Audi – ZOB – Hauptbahnhof – Südfriedhof – Seehof – Urnenfelderstraße                                                        |
| 16    | ZOB – Hauptbahnhof – Unsernherrn – Manching – Geisenfeld                                                                                       |
| 17    | Hauptbahnhof – Pionierkaserne – Eriagstraße – Boschstraße                                                                                      |
| 18    | ZOB – Hauptbahnhof – Baar-Ebenhausen – Reichertshofen – Langenbruck                                                                            |
| 22    | Weiherfeld – Hauptbahnhof – Rathausplatz – Nordbahnhof – Ingolstadt Village (– Interpark – Kösching)                                           |
| 31    | Oberhaunstadt – Nordbahnhof – Rathausplatz – Schulzentrum Südwest – Hauptbahnhof                                                               |
| 44    | (GVZ–) Audi – Waldeysenstraße – Nordfriedhof – Nordbahnhof – ZOB – Hauptbahnhof – Oberbrunnenreuth – Zuchering – Hagau (– Karlshuld – Pöttmes) |
| X44   | (Audi-GVZ -) ZOB – Hauptbahnhof – Zuchering – Hagau – Weichering – Karshuld – Königsmoos                                                       |
| X441  | (Audi-GVZ -) ZOB – Hauptbahnhof – Zuchering – Karlskron – Pobenhausen – Brunnen                                                                |
| 9221  | (Riedenburg – Bettbrunn –) Kasing – Kösching – Lenting – Oberhaunstadt – Nordbahnhof – ZOB (– Hauptbahnhof)                                    |
| 9226  | Appertshofen – Stammham – Hepberg – Lenting – Oberhaunstadt – Nordbahnhof – ZOB (– Hauptbahnhof)                                               |
| N12   | ZOB – Hauptbahnhof – Südfriedhof – Unterbrunnenreuth – Seehof – Urnenfelderstraße                                                              |
| N14   | ZOB – Hauptbahnhof – Oberbrunnenreuth – Zuchering – Hagau                                                                                      |
| S6    | Audi – Nordbahnhof – Rathausplatz – Hauptbahnhof – Zuchering – Hagau – Karlskron                                                               |
| 6008  | RBO-Linie Regensburg – Saal/Donau – Abensberg – Neustadt/Donau – Hauptbahnhof                                                                  |

## Infrastruktur

### Empfangsgebäude

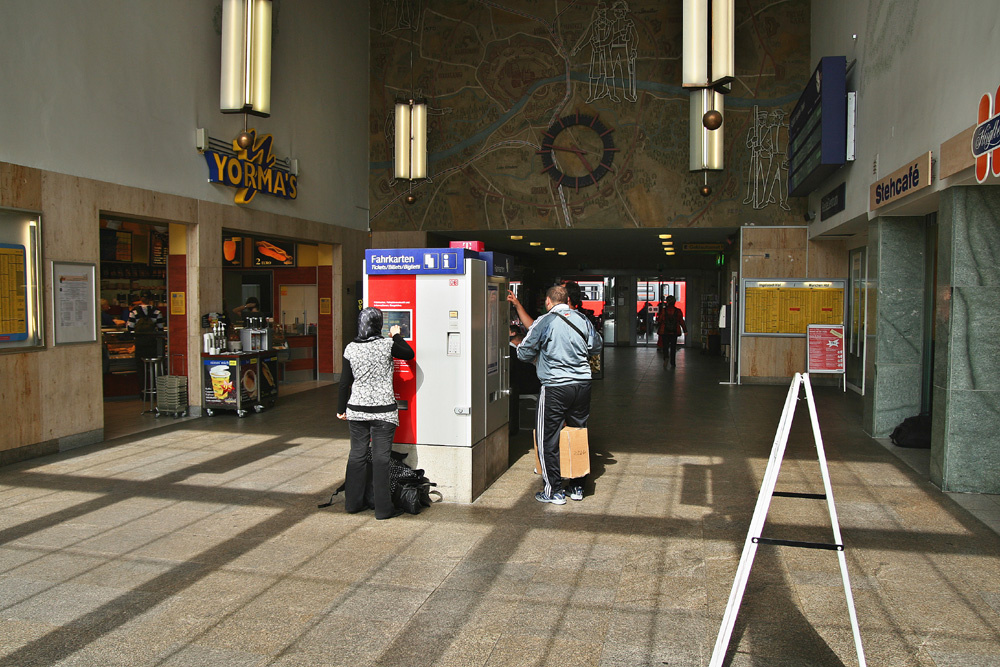
Bahnhofshalle des Ingolstädter Hauptbahnhofs mit Reisezentrum und Bäcker (rechts), kleinem Supermarkt (links), Buchhandlung (hinten links) und Zugang zu den Bahnsteigen (Mitte)

„Herz“ des Bahnhofs ist das Empfangsgebäude, das auf der westlichen Seite der Gleisanlagen steht. In ihm befindet sich das im März 2008 neu gestaltete DB-Reisezentrum.
Als deutschlandweit erster Bahnhof wurde das DB-Reisezentrum im Ingolstädter Hauptbahnhof im April 2008 im Rahmen eines Pilotprojekts mit einem neuartigen Aufrufsystem ausgestattet. Die Kunden ziehen dabei eine Nummer und werden nach einer Wartezeit per Bildschirm darüber informiert, welcher Schalter für sie frei ist. Nachdem das neue System in Ingolstadt erfolgreich getestet und von den Kunden gut angenommen wurde, stattete die Bahn im Jahre 2009 weitere Reisezentren mit dem Aufrufsystem aus.
Des Weiteren befinden sich im Bahnhofsgebäude einige Räume der Deutschen Bahn, darunter auch das Büro des Bahnhofsmanagements. Auch ein Revier der Bundespolizei sowie eine Bahnhofsmission sind vorhanden. Für den Reisebedarf gibt es einen Bäcker, einen kleinen Supermarkt einen Geldautomaten und einen Buchladen.

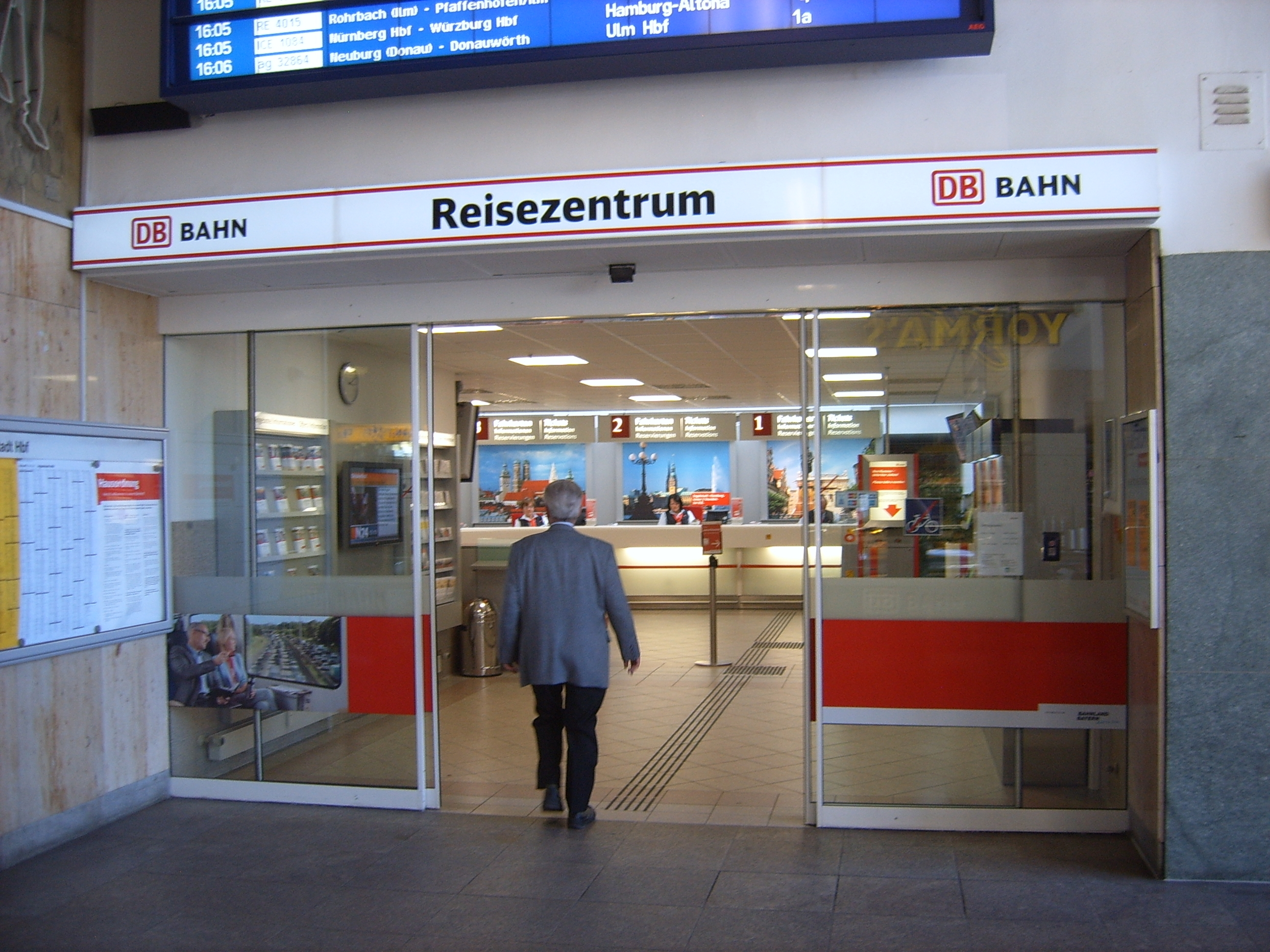
Das modernisierte Reisezentrum mit dem neuen Aufrufsystem

### Parkhaus mit Ladenpassage
An das Empfangsgebäude grenzt südlich das achtstöckige Parkhaus Hauptbahnhof West, das Platz für 790 PKW und für 300 Fahrräder bietet. Die Einstellgebühr für PKW beträgt pro angefangenem Tag pauschal 2,50 €, pro Monat pauschal 45 €, die ersten 30 Minuten sind kostenlos, nach Ablauf der 30 Minuten wird die ganze Stunde berechnet. (Stand Juli 2025) Fahrräder können im Erdgeschoss des Parkhauses untergestellt werden. Darüber hinaus gibt es 10 Radboxen, in denen Räder für –,50 € eingeschlossen werden können.
Das Parkhaus sowie der Radabstellplatz sind videoüberwacht. Im Erdgeschoss des Parkhauses finden sich eine Sixt-Autovermietung, ein Schlüsseldienst, eine Reinigung sowie Toiletten.
Südwestlich des Empfangsgebäudes befindet sich eine Tiefgarage, die für etwa 300 PKW Unterstellmöglichkeiten bietet. Je angefangenen Tag werden 2,00 € für diese Parkmöglichkeit berechnet. Die ersten 30 Minuten sind auch hier kostenlos.

### Bahnsteige und Gleisanlagen
Ingolstadt Hbf hat vier Bahnsteige mit insgesamt sieben Gleisen, die mit Ausnahme von Gleis 1 (38 cm) eine Bahnsteigshöhe von 76 cm bieten. Gleis 1 ist der Hausbahnsteig mit einer Länge von 330 m. Gleis 2/3 befinden sich an einem Inselbahnsteig mit einer Länge von 410 m, ebenso Gleis 4/5 mit einer Länge von 428 m. Die Fernzüge halten ausschließlich an den Bahnsteigen 3 und 4, da hier die durchgehenden Hauptgleise liegen. Die Gleise 6 und 7 befinden sich an einem 193 m langen Mittelbahnsteig, der ausschließlich von Nahverkehrszügen genutzt wird. Der Zugang zu den Bahnsteigen erfolgt durch eine Unterführung mit Aufzügen zu allen Bahnsteigen. Bis zur Modernisierung der Bahnsteige und des Neubaus der Bahnsteigunterführung befand sich auf dem Bahnsteig 2/3 das „ServiceTeam“, das für den Bahnsteigservice zuständig war.

### Rangierbahnhof

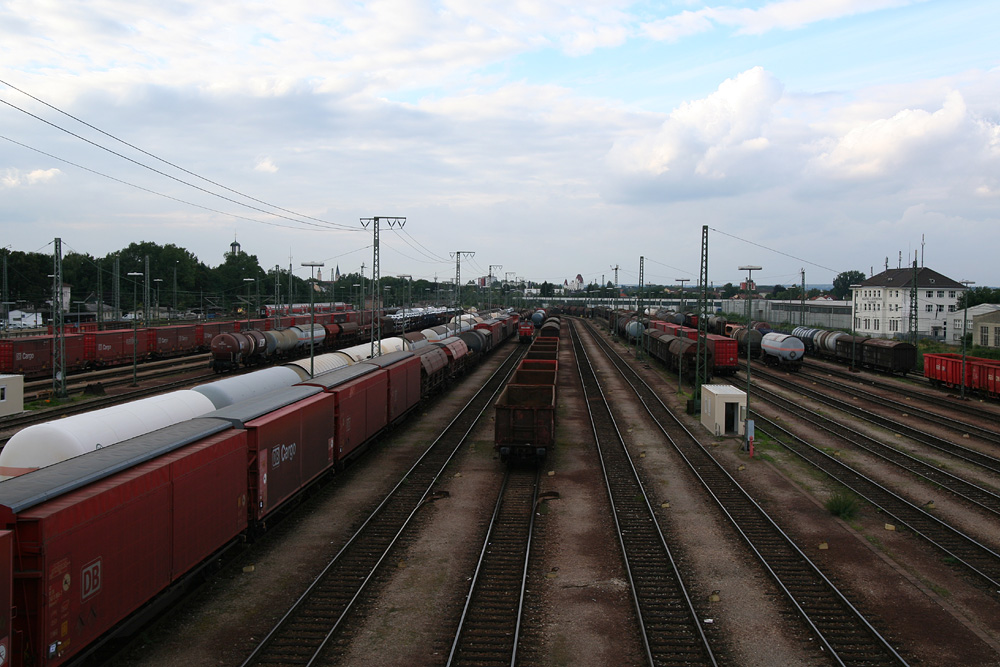
Überblick über den nördlichen Teil des Rangierbahnhofs

Direkt an den Personenbahnhof schließt im Osten der Rangierbahnhof an, in dem auf zahlreichen Gleisen Güterzüge zusammengestellt werden. Das Zusammenstellen der Züge wird durch den Ablaufberg und die Gleisbremsen erleichtert und beschleunigt die Rangiervorgänge.

### Bahnbetriebswerk
An den Rangierbahnhof schließt im Süden das Bahnbetriebswerk an, in welchem DB Cargo seine Fahrzeuge wartet und hinterstellt. Das heutige Gelände umfasst lediglich einen Teil der ursprünglich größeren Fläche des historischen Betriebswerks, auf dem bis in die Nachkriegszeit Dampflokomotiven gewartet wurden und das in der Kriegszeit teilweise auch als Reservelazarett genutzt wurde.